# The Whites
The Whites — семейное музыкальное трио, состоящее из сестёр Шэрон и Шерил Уайт, а также их отца Бака Уайта.
С 1960-х годов группа играла блюграсс, но в начале 1980-х перешла на мейнстримовый кантри, заняв место в популярном тогда движении неотрадиционалистов — благодаря как собственным работам, так и сотрудничеству с Эммилу Харрис и Рики Скэггсом. С конца 1980-х годов ансамбль в основном переключился на госпел.
Коллектив является членом Grand Ole Opry (1984) и дважды лауреатом премии «Грэмми». Более широкой публике группа стала известна по фильму «О, где же ты, брат?» (2000) Братьев Коэнов, записав для саундтрека к нему песню «Keep on the Sunny Side» из репертуара The Carter Family и сыграв небольшую роль в самой картине.

## История

### Ранние годы
Бак Уайт родился в 1930 году в штате Оклахома, а вырос в городе Уичито-Фолс, штат Техас. Также как его отец и дед, он был профессиональным водопроводчиком. Однако в то же время Бак являлся своего рода местной музыкальной легендой, исполняя по вечерам хонки-тонк на фортепиано, равно как блюграсс и вестерн-свинг на мандолине. В этом качестве Уайт выступал на радио со свинговыми бэндами и блюграсс-ансамблями и даже аккомпанировал рок-н-ролльному коллективу на электропианино. Музыкой он занимался с детства — изучив сперва фортепиано, затем освоил гитару, мандолину, банджо, фиддл и гармонику. Вдохновляясь творчеством Билла Монро, Боба Уиллса и The Callahan Brothers, в старших классах Бак организовал группу и в конце концов выбрал фортепиано и мандолину своими основными инструментами. Его стиль исполнения среди прочего отражал влияния госпела, мексиканской музыки и блюза.
С блюграсс-командой Blue Sage Boys он гастролировал по окрестностям Уичито-Фолс в радиусе 120 миль. Вступая однажды в городе Абилин, он встретил местную певицу Пэт Гоза, на которой в 1950 году женился. Первой серьёзной заявкой Бака на успех стала запись фортепианных партий для песни Слима Виллета «Don’t Let the Stars Get in Your Eyes» в 1952 году. Мастерство игры в дальнейшем обеспечило Уайту выступления с членами Grand Ole Opry, в том числе Хэнком Сноу и Эрнестом Таббом. Также ему доводилось аккомпанировать и Лефти Фризеллу. В 1953 и 1955 году у Бака и Пэт родились дочери Шэрон и Шерил. Детство сёстры провели в окрестностях Уичито-Фолс, в то время как их отец продолжал днём работать сантехником, а по вечерам пианистом и мандолинистом. Впоследствии антураж танцевальных площадок утомил Бака — он бросил музыку и переехал в 1962 году вместе с семьёй в город Форт-Смит, штат Арканзас.
На новом месте он снова работал водопроводчиком, но вскоре опять собрал группу — Down Home Folks. Идея возникла совершенно неожиданно: однажды в дверь их дома постучал сосед — в руках он держал банджо — и спросил Бака, правда ли, что тот играет музыку. В результате такого знакомства Бак и Пэт начали неформально музицировать в своей гостиной с другой семейной парой — Арнольдом и Пегги Джонсон. Последние двое играли соответственно на фиддле и басу, а дополнил состав новообразованного коллектива банджоист Ральф Томас. Первоначально Down Home Folks выступали на блюграсс-фестивалях. Кроме того, каждый субботний вечер они играли в культурном центре близлежащего Витчервилля, а также записывали дома плёнки для радио и на протяжении двух лет выступали в телешоу. Параллельно дети Уайтов и Джонсонов организовали свою группу, назвав её Down Home Kids. На концертах взрослые обычно давали им исполнять по одной или две песни. Шэрон с 12 лет играла на басу, но затем переключилась на гитару, а Шерил, напротив, взялась за бас.
Впоследствии все четверо Уайтов объединились в единый ансамбль и стали выступать уже без Джонсонов. Свое первое гастрольное шоу с родителями сёстры сыграли в городе Уокер, штат Луизиана, в 1967 году. Следующие четыре года коллектив активно концертировал на фестивалях летом, а зимой подрабатывал музыкой по выходным. В то время Бак по-прежнему был сантехником и позиционировал группу как полупрофессиональную, но вскоре приоритеты изменились. В 1971 году он покинул основную работу и семья перебралась в Нэшвилл, чтобы начать полномасштабную музыкальную карьеру. Изначально Шэрон и Шерил были против отъезда и хотели окончить школу в Арканзасе. Однако вскоре Уайтов пригласили выступить на фестивале Билла Монро Bean Blossom, где они получили очень тёплый прием аудитории — в итоге сёстры вдохновились перспективами и поддержали идею переезда. В том же году Шэрон познакомилась с Рики Скэггсом, который в этот период тоже искал путь к успеху в кантри-индустрии. С тех пор они начали приятельствовать, пересекаясь иногда на музыкальных фестивалях.

### Начало карьеры
Переехав в Нэшвилл, группа взяла название Buck White & The Down Home Folks. Под этой вывеской они в первые годы выпустили несколько блюграсс-альбомов. Их одноимённый дебют вышел в 1972 году на лейбле County Records. Работа была выполнена в популярном тогда стиле прогрессивного блюграсса. Кроме Бака, Шэрон и Шерил, в записи участвовала Пэт как вокалистка, а также Кенни Бейкер на фиддле и Джек Хикс на банджо — последние двое играли с Биллом Монро. Трек-лист включал кантри-песни вроде «Making Believe», «Dixieland for Me» и «Each Season Changes You». Популярность коллектива постепенно росла и порой они проводили на гастролях по месяцу. Между тем в 1973 году Пэт покинула группу, сосредоточившись на воспитании двух младших дочерей — Рози и Мелиссы.
В свободное от основной карьеры время Бак, Шэрон и Шерил появились в двух проектах Дага Грина — In God’s Eyes (1972) и Liza Jane and Sally Anne (1973). Басовые партии Шерил на этих пластинках стали одним из ранних примеров инструментальной работы женщины в студии на правах самостоятельного музыканта, а не просто участницы приглашенного ансамбля (Шэрон на этих альбомах пела, но на гитаре не играла). Бак в середине 1970-х годов сделал несколько записей как мандолинист — в свете возродившегося интереса публики к этом инструменту благодаря работам кантри/джазового музыканта Дэвида Грисмана. В этот период группа также установила важный для своего последующего успеха контакт с Эммилу Харрис, выступив с ней в 1975 году в Вашингтоне.
Вторая пластинка коллектива под названием In Person: At Randy Wood’s Old-Time Picking Parlor последовала в 1977 году, сочетая блюграсс и такие кантри-песни как «Good Morning Country Rain» и «Tumbling Tumbleweeds». К выходу их третьего альбома, That Down Home Feeling (1977), Шэрон стала женой банджоиста Джека Хикса, который также участвовал в записи этой пластинки. Перейдя на лейбл Sugar Hill, они выпустили очередную работу — Poor Folk’s Pleasure (1978), тяготевшую больше к современному кантри, нежели блюграссу. Бак здесь играл на фортепиано, а Хикс — на банджо, ударных и электрогитаре. Впоследствии группа отказалась от аранжировок с использованием банджо, заменив их с 1979 года партиями добро в исполнении Джерри Дагласа.

### Мейнстрим кантри
1979 год принёс Уайтам серьёзный прорыв в карьере. Сначала они с Джерри Дагласом провели гастроли в Японии, что запечатлено на их концертном альбоме Buck and Family Live (1982). Одновременно плоды дало знакомство с Эммилу Харрис. Певица пригласила их записываться на своём альбоме Blue Kentucky Girl (1979), а затем взяла на гастроли в его поддержку. В ходе данного тура Шэрон сблизилась с Рики Скэггсом, который на тот момент тоже играл с Харрис, будучи членом её аккомпанирующей группы The Hot Band. Позже семейство Уайтов отметилось ещё в нескольких работах артистки, включая акустическую пластинку Roses in the Snow (1980), и получило в итоге общенациональную известность. Их собственный альбом More Pretty Girls Than One (1980) наглядно демонстрировал рост опыта группы в исполнении вокальных гармоний. В то же время Шэрон развелась с Джеком Хиксом и в 1981 году вышла замуж за Рики Скэггса.
Рост известности Бака, Шэрон и Шерил позволил им в 1981 году заключить контракт с лейблом Capitol Records. Группа сменила название на The Whites, чтобы подчеркнуть семейственность, и обратилась к мейнстримовому кантри. Сингл «Send Me the Pillow You Dream On» (1981) впервые обеспечил Уайтам попадание в Hot Country Songs, а в следующем году коллектив начал продюсировать Рики Скэггс. Выпущенный в 1982 году трек «You Put the Blue in Me» вошёл в том же чарте уже в Топ-10. Большинство хитов The Whites представляли собой интерпретации материала 1950-х годов — в основном с ведущим вокалом Шэрон и гармониями от Бака и Шерил. Последняя к тому моменту тоже вышла замуж и обе сестры имели детей. В данный период на перкуссии и гитаре с группой обычно играла и третья сестра — Рози. Изначально она просто компенсировала отсутствие Шерил в связи с беременностью, но в итоге задержалась в коллективе на восемь лет.
На лейбле Warner Bros. Records группа выпустила альбом Old Familiar Feeling (1983) — свой первый под названием The Whites. Последовавшие за ним синглы «Hangin' Around» и «I Wonder Who’s Holding My Baby Tonight» снова вошли в Топ-10, равно как вышедшие позднее «Give Me Back That Old Familiar Feeling» и «Pins & Needles». Благодаря сольным работам и связи с Эммилу Харрис и Рики Скэггсом, группа в итоге заняла место в популярном движении неотрадиционалистов. Однако ещё более важным достижением The Whites стал приём в члены Grand Ole Opry, на сцене которой ансамбль продолжает выступать и сегодня. Перейдя на лейбл MCA Nashville, группа с 1984 по 1987 год выпустила ещё три альбома. Параллельно Шэрон успешно записывалась с Рики Скэггсом, получив на пару с ним награду CMA Awards в номинации «Вокальный дуэт года» (1987). Всего в период с 1981 по 1989 год в Hot Country Songs попадали 15 синглов The Whites.

### Переход в госпел

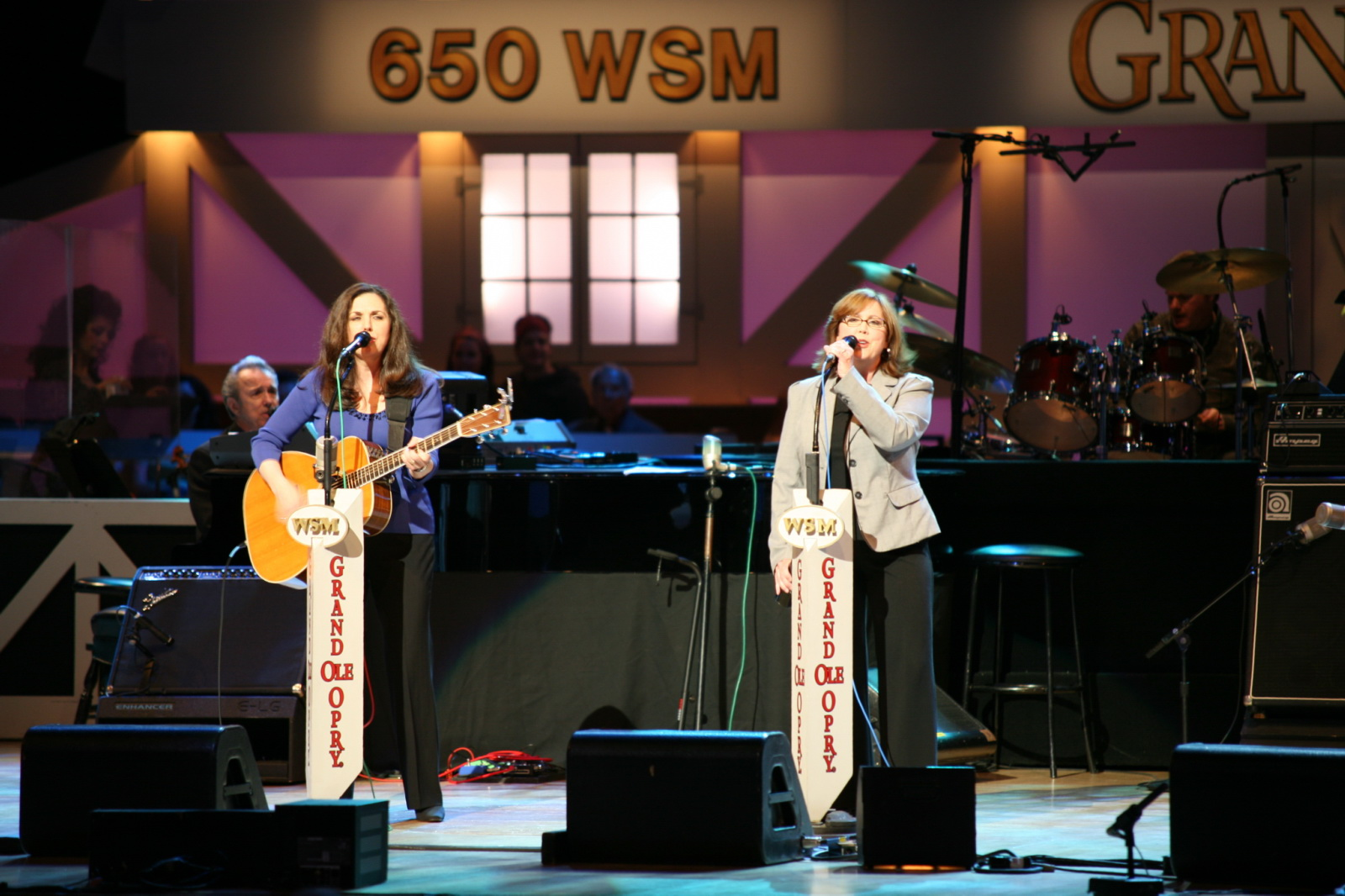
Бак, Шэрон и Рози в Grand Ole Opry, 2007 г.

В 1988 году группа сменила направление, выпустив госпел-альбом Doing It by the Book (Рики Скэггс и Шэрон Уайт к тому моменту стали христианскими фундаменталистами) и продолжала работать главным образом с аналогичным религиозным материалом на протяжении 1990-х годов. Большую часть этого периода The Whites провели без контракта со звукозаписывающей компанией, но в 1996 году всё же представили очередной альбом Give a Little Back, который однако вышел на маленьком лейбле Step One Records. Их следующий диск под названием A Lifetime in the Making появился четырьмя годами позже и был издан собственной компанией Рики Скэггса — Ceili Music.
В 2000 году The Whites участвовали в записи мультиплатинового саундтрека к фильму Братьев Коэнов «О, где же ты, Брат?». Они исполнили композицию «Keep on the Sunny Side» из репертуара The Carter Family и сыграли небольшую роль семейной группы в самой картине. Как и другие задействованные в этом проекте артисты, The Whites получили за свою работу премию «Грэмми» в номинации «Альбом года». Впоследствии они появились и в документальном фильме-концерте Down From the Mountain (2002), запечатлевшем одноимённые гастроли в поддержку саундтрека. Тем не менее летом 2002 года группе пришлось прервать участие в данном туре и срочно вернуться домой из-за неожиданной смерти Пэт Уайт. Двумя годами позже The Whites присоединились к очередным концертам из этой серии — Great High Mountain Tour.
В период медийной шумихи вокруг фильма Коэнов, Шэрон и Шерил поучаствовали и в более скромном проекте блюграсс-гитариста и мандолиниста Марка Ньютона Follow Me Back to the Fold (2000), исполнив для него свой хит 1984 года «If It Ain’t Love (Let’s Leave It Alone)». Совместно с Рики Скэггсом и на его же лейбле Skaggs Family Records коллектив выпустил альбом Salt of the Earth (2007), получив за него награду GMA Dove Award в номинации «Блюграсс-альбом года» (2008). Этот акустический проект содержал как современные, так и традиционные госпелы, а дочь Шэрон Уайт и Рики Скэггса — Молли — сыграла в нём на автоарфе. Кроме того, работа принесла The Whites очередную премию «Грэмми» — на этот раз в номинации «Лучший альбом южного, кантри- или блюграсс-госпела».

## Состав
- Бак Уайт (13 декабря 1930 — 13 января 2025) — вокал, мандолина, гитара, фортепиано
- Шэрон Уайт (род. 17 декабря 1953) — вокал, гитара
- Шерил Уайт (род. 27 января 1955) — вокал, бас[4]

## Награды и признание
Премия «Грэмми»
Награда Национальной академии искусства и науки звукозаписи. The Whites имеют 2 победы. Всего номинировались 5 раз.
| Год  | Номинация                                               | Работа или исполниель                | Итог      | Источник |
| ---- | ------------------------------------------------------- | ------------------------------------ | --------- | -------- |
| 1983 | «Лучшее кантри-исполнение дуэтом или группой с вокалом» | альбом You Put The Blue In Me        | Номинация | [ 16 ]   |
| 1985 | «Лучшее инструментальное кантри-исполнение»             | песня «Move It On Over»              | Номинация | [ 16 ]   |
| 1989 | «Лучшее госпел-исполнение дуэтом или группой»           | альбом Doing It By The Book          | Номинация | [ 16 ]   |
| 2002 | «Альбом года»                                           | саундтрек O Brother, Where Art Thou? | Победа    | [ 16 ]   |
| 2008 | «Лучший альбом южного, кантри- или блюграсс-госпела»    | альбом Salt of the Earth             | Победа    | [ 17 ]   |

IBMA Awards
Награда Международной ассоциации блюграсса. The Whites имеют 3 победы.
| Год  | Номинация               | Работа или исполниель                | Итог   | Источник |
| ---- | ----------------------- | ------------------------------------ | ------ | -------- |
| 2001 | «Альбом года»           | саундтрек O Brother, Where Art Thou? | Победа | [ 19 ]   |
| 2006 | «Выдающиеся достижения» | группа The Whites                    | Победа | [ 19 ]   |
| 2002 | «Альбом года»           | альбом Down from the Mountain        | Победа | [ 19 ]   |

CMA Awards
Награда Ассоциации музыки кантри. The Whites имеют одну победу. Всего номинировались 6 раз.
| Год  | Номинация                      | Работа или исполниель                | Итог      | Источник |
| ---- | ------------------------------ | ------------------------------------ | --------- | -------- |
| 1983 | Horizon Award                  | группа The Whites                    | Номинация | [ 20 ]   |
| 1983 | «Инструментальная группа года» | группа The Whites                    | Номинация | [ 20 ]   |
| 1983 | «Вокальная группа года»        | группа The Whites                    | Номинация | [ 20 ]   |
| 1985 | «Инструментальная группа года» | группа The Whites                    | Номинация | [ 20 ]   |
| 1985 | «Вокальная группа года»        | группа The Whites                    | Номинация | [ 20 ]   |
| 2001 | «Альбом года»                  | саундтрек O Brother, Where Art Thou? | Победа    | [ 21 ]   |

GMA Dove Award
Награда Ассоциации госпел-музыки. The Whites имеют одну победу.
| Год  | Номинация              | Работа или исполниель    | Итог   | Источник |
| ---- | ---------------------- | ------------------------ | ------ | -------- |
| 2008 | «Блюграсс-альбом года» | альбом Salt of the Earth | Победа | [ 23 ]   |

ACM Awards
Награда Академии музыки кантри. The Whites номинировались дважды.
| Год  | Номинация                 | Работа или исполниель | Итог      | Источник |
| ---- | ------------------------- | --------------------- | --------- | -------- |
| 1982 | «Лучшая вокальная группа» | группа The Whites     | Номинация | [ 24 ]   |
| 1983 | «Лучшая вокальная группа» | группа The Whites     | Номинация | [ 24 ]   |

Почётные статусы
| Год  | Статус                                  | Исполнитель       | Источник |
| ---- | --------------------------------------- | ----------------- | -------- |
| 1984 | Членство в Grand Ole Opry               | группа The Whites | [ 25 ]   |
| 2008 | Посвящение в Техасский зал славы кантри | группа The Whites | [ 1 ]    |

## Достижения в чартах
Синглы
В общей сложности 15 синглов The Whites попали в чарты Billboard. Из них пять достигли Топ-10 Hot Contry Songs.
| Год  | Песня                                     | Высшая позиция | Высшая позиция |
| Год  | Песня                                     | США Кантри     | КАН Кантри     |
| ---- | ----------------------------------------- | -------------- | -------------- |
| 1981 | «Send Me The Pillow You Dream On»         | 66             | —              |
| 1982 | «You Put The Blue In Me»                  | 10             | —              |
| 1982 | «Hangin' Around»                          | 9              | —              |
| 1983 | «I Wonder Who’s Holding My Baby Tonight»  | 9              | —              |
| 1983 | «When The New Wears Off Of Our Love»      | 25             | 34             |
| 1983 | «Give Me Back That Old Familiar Feeling»  | 10             | 16             |
| 1984 | «Forever You»                             | 14             | 30             |
| 1984 | «Pins And Needles»                        | 10             | 12             |
| 1985 | «If It Ain’t Love (Let’s Leave It Alone)» | 12             | 22             |
| 1985 | «Hometown Gossip»                         | 27             | 36             |
| 1985 | «I Don’t Want To Get Over You»            | 33             | —              |
| 1986 | «Love Won’t Wait»                         | 36             | 46             |
| 1986 | «It Should Have Been Easy»                | 30             | 44             |
| 1987 | «There Ain’t No Binds»                    | 58             | —              |
| 1989 | «Doing It By The Book»                    | 82             | —              |

Альбомы
| Год  | Альбом               | Высшая позиция | Высшая позиция | Высшая позиция   |
| Год  | Альбом               | США Кантри     | США Блюграсс   | США Христианская |
| ---- | -------------------- | -------------- | -------------- | ---------------- |
| 1983 | Old Familiar Feeling | 22             | —              | —                |
| 1984 | Forever You          | 22             | —              | —                |
| 1985 | Whole New World      | 42             | —              | —                |
| 1987 | Ain’t No Binds       | 37             | —              | —                |
| 2007 | Salt Of The Earth    | 45             | 1              | 15               |

## Дискография
| Buck White & The Down Home Folks - Buck White & The Down Home Folks (1972) - In Person: At Randy Wood’s Old-Time Picking Parlor (1977) - That Down Home Feeling (1997) - Poor Folks' Pleasure (1978) The Whites - Old Familiar Feeling (1983) - Forever You (1984) - Whole New World (1985) - Ain’t No Binds (1987) - Doing It By the Book (1988) - Give a Little Back (1996) - A Lifetime in the Making Music (2000) - Salt of the Earth (с Рики Скэггсом, 2007) | Прочее - More Pretty Girls Than One (Бак Уайт, 1980) - Buck and Family Live (1982) - Love Never Fails (Шэрон Уайт, Барбара Фэрчайлд и Конни Смит, 2003) - Hearts Like Ours (2014) (Шэрон Уайт и Рики Скэггс) |

## Полезные ссылки
- «This World is Not My Home» на YouTube (телевизионное выступление, канал Country Road TV)
- «Keep on the Sunny Side» на YouTube (телевизионное выступление, канал Country Road TV)
- «If I Be Lifted Up» на YouTube (телевизионное выступление с Рики Скэггсом, канал Country Road TV)